# انكسار الصمت (مسلسل)
انكسار الصمت هو مسلسل تلفزيوني درامي عماني، من إخراج أحمد فوزي وتأليف نوال الحوطة. المسلسل من بطولة إنتصار الشراح وفخرية خميس وعبدالله الباروني وشمعة محمد. صدر المسلسل في رمضان عام 2015م، 1436هـ. وتم تصوير المسلسل في دولتي سلطنة عمان وتونس. وهو عبارة عن مسلسل يناقش القضايا الاجتماعية في المجتمع العماني.

## نبذة عن المسلسل
الفيلم عبارة عن دراما اجتماعية تناقش قضايا اجتماعية متعددة في المجتمع العماني، مثل زواج القُصَّر ، والمخدرات ، والطلاق ، وحرية التعبير ، وانخراط الشباب في العمل في القطاع الخاص بعيدًا عن العمل الحكومي، والعديد من المشاكل المسكوت عنها، التي يصطدم الحديث عنها دائمًا بصخرة الصمت.

## طاقم العمل
- إنتصار الشراح
- فخرية خميس
- عبدالله الباروني
- شمعة محمد
- عبدالسلام التميمي
- فاطمة عبدالرحيم
- طالب محمد
- سميرة الوهيبي
- فهد البناي
- صالح زعل
- أمينة عبدالرسول
- فهد باسم
- سعود الدرمكي
- جاسم البطاشي
- تاج محمد نور
- عدنان اللواتي
- غادة الزدجالي
- نرمين محسن
- عائشة إلياس
- أحمد سالم البلوشي
- عامر السيابي
- مواري عبدالله
- رشا
- صالح البحراني
- خليل البلوشي
- حمد مبارك
- عبدالعزيز السلمي
- سامي البوصافي
- حامد سعيد
- منى الزدجالية
- معصومة الذهب
- ميرفت نصر
- سهام الميمنية
- جيهان البلوشية
- براءة الهديفية